# Неймінг
Назовництво — підбір назви для товару чи бренду.
Надання назви — для ідентифікації певної фірми, корпорації, товару або послуги на ринку попиту, підкреслюючи їхні переваги та новизну, подаючи головні особливості та виокремлюючи серед конкурентів.
Назовництво передбачає не тільки вибір або створення назви, а ще й перевірку майбутньої назви на співзвучність, легкість для вимови та запам'ятовування, комплексне дослідження її сприйняття цільовою аудиторією, визначення патентної чистоти фонетики назви, а також реєстрацію та правовий захист.
Влучні, легкі для вимови та запам'ятовування слова, що частково мають конкретне значення і спонукають споживача до сприйняття специфіки діяльності певної фірми/корпорації — складові успішної назви.

## Типи назв
- Абревіатура
- Акронім
- Алітерація
- Алюзія
- Дескриптивна лінгвістика
- Епонім
- Метонімія
- Мімезис
- Неологізм
- Оксиморон
- Ономастика
- Ономатопея
- Телескопія